# Adiós (Canción de Don Omar)
Adiós es un sencillo del álbum reedición de King of Kings llamado King of Kings Armagedón Edition lanzado en 2006.

## Posición en listas
| Año (2006)                       | Posición |
| -------------------------------- | -------- |
| Latin Rhythm Airplay (Billboard) | 23       |

## Video oficial
El sencillo fue grabado y la temática habla sobre el suicidio.